# قولساری
قولساری (قزاقی: Құлсары) یک منطقه مسکونی در قزاقستان است که در استان آتیرائو واقع شده‌است. جمعیت قولساری ۶۰۴۲۹ نفر است.

## نگارخانه

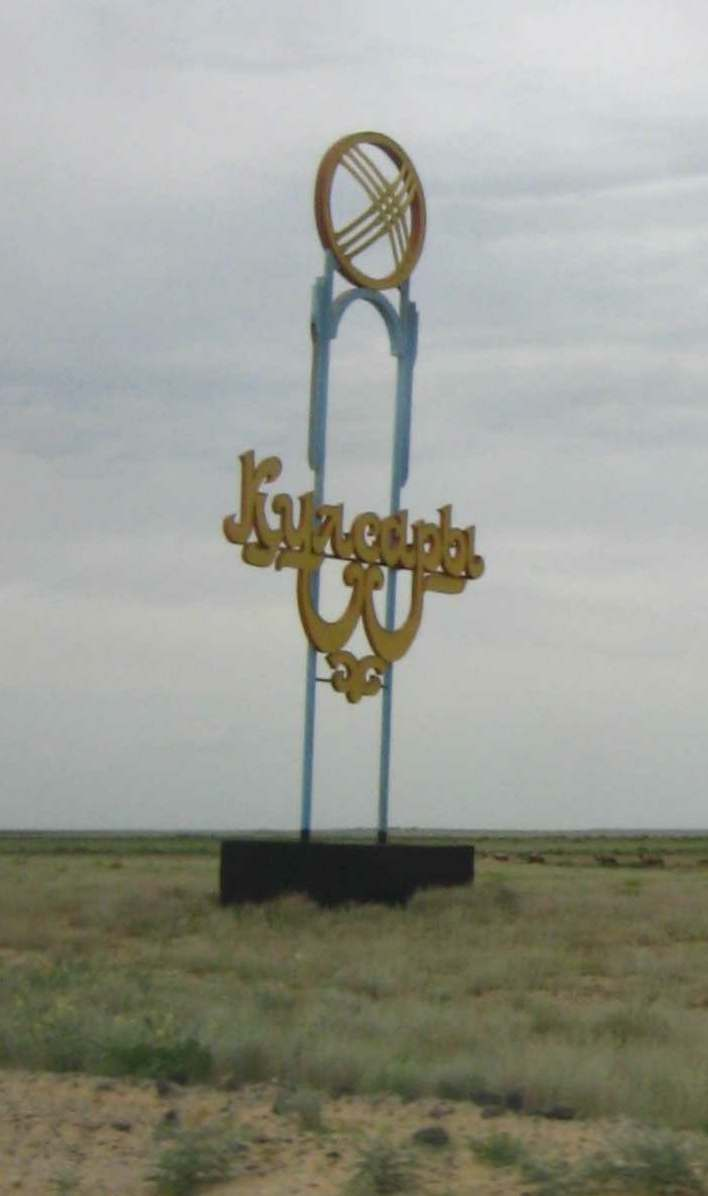
قولساری